# ㅛ
ㅛ (reviderad romanisering: yo, hangul: 요) är den tjugonde bokstaven i det koreanska alfabetet. Den är en av tio grundvokaler.